# Pietà z Villeneuve-lès-Avignon
Pietà z Villeneuve-lès-Avignon (Pietà z Awinionu) – obraz przypisywany Enguerrandowi Quartonowi – malarzowi pochodzącemu z Pikardii i działającemu w Prowansji w latach 1444–1466

## Opis
Dzieło długo pozostawało anonimowe, a atrybucja Quartonowi została dokonana na podstawie podobieństw między Pietą a obrazem Koronacja Marii. 
Obraz pochodzi z kościoła kolegialnego w Villeneuve-lès-Avignon i został przekazany Luwrowi w 1905 roku przez Towarzystwo Przyjaciół Luwru.
Na obrazie przedstawiona jest, zgodnie ze schematem piety, Maryja trzymająca na kolanach martwego Jezusa. Po jej prawej stronie znajduje się święty Jan Ewangelista, a po lewej Maria Magdalena. W lewym rogu obrazu ukazana jest niezidentyfikowana postać fundatora.
Wokół złotego tła biegnie napis z biblijnej Lamentacji Jeremiasza  "Wszyscy, co drogą zdążacie, przyjrzyjcie się i patrzcie, czy jest boleść podobna do mojej".